# Yunonychus daliensis
Yunonychus daliensis är en spindeldjursart som beskrevs av Ma och Gao 1985. Yunonychus daliensis ingår i släktet Yunonychus och familjen Tetranychidae. Inga underarter finns listade i Catalogue of Life.